# Dag Nasty
Dag Nasty amerykański zespół grający emocore / hardcore punk, założony latem 1985 roku przez byłych członków Minor Threat i Bloody Mannequin Orchestra. Przez 4 lata aktywnego istnienia (1985-1988), zespół miał 2 różnych basistów, 3 wokalistów i 3 perkusistów.

## Historia zespołu
Zespół miał duży wpływ na muzykę undergroundową, w związku z faktem, że Dag Nasty wprowadził melodyjny hardcore w połowie lat 80. Muzyka grupy była bardziej przystępna i melodyjna niż zespołu Minor Threat. Pomysł stworzenia zespołu wyszedł od twórcy Minor Threat i gitarzysty Meatmen Briana Bakera. Po tym jak wokalista Shawn Brown opuścił zespół, były frontman DYS Dave Smalley wypełnił wizję Briana Bakera jakim ten zespół powinien być.
Dag Nasty nagrali pierwszy album "Can I Say" w 1986 roku, z Ianem MacKayem, który asystował w produkcji. Kolejnego roku Smalley opuścił zespół. Został zastąpiony przez Petera Cortnera, który wniósł do muzyki zespołu elementy popu, które pojawiły się na albumie "Wig Out at Denko's". Zespół przeniósł się z wytwórni McKaye'a Dischord do Giant w 1988 roku i wydał swój ostatni album (w tym czasie), "Field Day". Ten album jeszcze bardziej odbiegał od oryginalnego brzmienia zespołu. 
Po rozpadzie zespołu członkowie poszli własnymi drogami i brali udział we własnych projektach. Wraz z twórcą Big Boy Chrisem Gatesem, Baker stworzył metalowy zespół Junkyard w 1989, który wydał dwa albumy w Geffen przez zniknięciem.
Dag Nasty ponownie połączyło się w 1992 z Dave'em Smalleyem na tylnym wokalu. Wydali "Four on the Floor" dla wzrastającej undergroundowej sceny punk, która była jedynie kilka krótkich lat przed włamaniem się do dominującego nurtu. Odzew był entuzjastyczny, ale zespół znów zniknął z biznesu. Dziesięć lat później, ponownie zjednoczyli siły przy "Minority of One", który został wydany w Revelation Records.
Zespół stworzył taśmę demo, 5 pełnowymiarowych LP, kompilację box setu/LP, 2 single (jeden ma 12", drugi 7"), oraz pojawił się na kilku kompilacjach. Są rozmowy o przyszłych wydaniach i możliwych trasach koncertowych, ale nic nie jest ustalone.

## Członkowie
- Dave Smalley - wokal
- Brian Baker - gitara
- Roger Marbury - gitara basowa
- Colin Sears - perkusja

Byli członkowie zespołu
- Shawn Brown - wokal (od sierpień 1985 do lutego 1986)
- Peter Cortner - wokal (od lipca 1986 do lipca 1988)
- Doug Carrion - gitara basowa (od marca 1987 do lipca 1988)
- Scott Garret - perkusja (od sierpnia 1987 do lipca 1988)

## Dyskografia[2]
- Can I Say LP (Dischord Records, 1986)
- Wig Out at Denko's LP (Dischord Records, 1987)
- All Ages Show 7" (Giant Records, 1987)
- Field Day LP (Giant Records, 1988)
- Trouble Is 12" (Giant Records, 1988)
- Can I Say/Wig Out at Denko's CD (Dischord Records, 1991)
- 85-86 LP/7" Box Set/CD (Selfless Records, 1991)
- Four on the Floor LP/CD (Epitaph Records, 1992)
- Minority of One LP/CD (Revelation Records, 2002)
- Can I Say i Wig Out ponownie wydane w Dischord w 2002.